# Emilie/Tilt Robot
Emilie/Tilt Robot è un singolo discografico di Ledi con I Piccoli cantori di Nini Comolli, pseudonimo di Ledi Codognati pubblicato nel 1980.

## Descrizione
Emilie era la sigla della serie animata omonima, scritta da Massimo Chiodi nel testo, musica e arrangiamento. Sul lato b è incisa "Tilt Robot", brano estraneo alla serie, scritta dallo stesso autore. Il brano Emilie è stato inserito nella compilation Evviva la TV.

## Tracce
Lato A
1. Emilie – 3:21 (Massimo Chiodi)

Lato B
1. Tilt Robot – 3:20 (Massimo Chiodi)